# Ministério das Finanças e da Administração Pública
O Ministério das Finanças e da Administração Pública foi a designação de um departamento do XVI Governo Constitucional de Portugal. O único titular da pasta foi António Bagão Félix.